# Штеффен, Отто
Отто И. Штеффен (англ. Otto I. Steffen; 9 августа 1874, Идар-Оберштайн, Биркенфельд — 7 ноября 1957, Буффало, Нью-Йорк) — американский гимнаст и легкоатлет, серебряный призёр летних Олимпийских игр 1904.
На Играх 1904 в Сент-Луисе в гимнастике Штеффен участвовал в трёх дисциплинах. Он стал вторым в командном первенстве и выиграл серебряную медаль. Также он занял 6-ю позицию в личном первенстве и 6-ю в первенстве на 9 снарядах.
В лёгкой атлетике Штеффен соревновался только в троеборье, в котором он занял 20-е место.